# Milak (Ganaveh)
Milak (persisch ميلك, DMG Mīlak; auch romanisiert als Mīlak) ist ein Dorf im Landkreis Hayat Davud im Zentralbezirk des Kreises Ganaveh in der iranischen Provinz Buschehr. Bei der Volkszählung von 2006 hatte Milak 33 Einwohner in 5 Familien.